# 炭礦梅薩 (亞利桑那州)
炭礦梅薩（英語：Coal Mine Mesa）是位於美國亞利桑那州可可尼諾縣的一個非建制地區。該地的面積和人口皆未知。

## 地理
炭礦梅薩的座標為35°57′35″N 110°56′23″W / 35.95972°N 110.93972°W，而該地的平均海拔高度為1873米（即6145英尺）。